# Álvaro de la Quadra
Álvaro de la Quadra (Nápoles, 1500/10 - Londres, 24 de agosto de 1563) fue prelado y embajador en Inglaterra, desde mayo de 1559 hasta su muerte, en tiempos de Isabel I de Inglaterra. Fue obispo de Venosa y de L' Aquila, y asistió al Concilio de Trento.

## Biografía
Descendiente de Íñigo López de la Cuadra, al que el rey Fernando el Católico conoció en 1476 en visita que hizo a Vizcaya, y que le sirvió como capitán de su guardia personal en su corte, llegando a salvarle la vida al rey de un atentado. Parientes suyos fueron asimismo Pedro de la Quadra secretario de la emperatriz Isabel, y Juan López de la Quadra, profesor de Isabel y Juan, hijos del Emperador Carlos V.

## Cine
En la película Elizabeth su papel fue interpretado por James Frain.
| Año  | Película             | Director      | Actor       |
| ---- | -------------------- | ------------- | ----------- |
| 1998 | Elizabeth (película) | Shekhar Kapur | James Frain |

| Predecesor: Gomes III Suárez de Figueroa y Córdoba | Embajador de España en el Reino Unido 1559 - 1563 | Sucesor: Diego Guzmán de Silva |